# Война на втората антифренска коалиция
Втората антифренска коалиция (1799 – 1802) е поведена от Австрия и Русия с цел да елиминира революционна Франция. Докато Наполеон Бонапарт води своята египетска кампания, много френски врагове се обединяват, за да си върнат загубените територии. Австрия и Русия подновяват армиите си за кампаниите в Германия и Италия през 1799 г.
Единственото военно действие преди края на 1798 г. е превземането на Рим от Неаполитанското кралство на 28 октомври, но градът е върнат още същата година.
В Италия руският генерал Александър Суворов побеждава в поредица битки, изтласквайки френската армия на генерал Моро извън долината на река По и връщайки ги във Френските Алпи и около крайбрежието на Генуа. По същото време руските армии в Хелветската република (Швейцария) са разбити от хората на генерал Масена и по-късно експедицията на Суворов е преждевременно отзована.
В Германия австрийската армия на ерцхерцог Карл Австрийски изтласква френската армия под командването на Жан Батист Журдан към река Рейн и също така печели няколко победи в Швейцария. Журдан скоро е заместен от Масена.
Русия напуска коалицията, тъй като британците настояват, че само те имат право да търсят който и да е кораб в морето.
В края на годината Наполеон се връща от Египет, оставяйки армията си там. След преврата от 18 брюмер той завзема властта във Франция. Реорганизира френските армии и ги подготвя за кампанията следващата година. През 1800 г., поема контрола над френската армия в Италия и побеждава в битката при Маренго срещу австрийците под ръководството на Михаел Мелас, които изтласква зад Алпите.
В Германия генерал Моро побеждава в битката при Хоенлинден срещу австро-баварската армия на херцог Йохан.
През февруари 1801 Австрия подписва Люневилския договор, признавайки френския контрол по река Рейн и френските дъщерни републики в Италия и Нидерландия.
След последвалия Амиенски договор между Франция и Великобритания започва най-големия мирен период от 14 месеца по време на Революционните войни, но към май 1803 г. Англия и Франция са отново във война и през 1805 г. Англия оглавява Третата антифренска коалиция.